# 大隅健一
大隅 健一（おおすみ けんいち、1951年10月24日 - ）は、日本の経営者。元大豊建設代表取締役社長。埼玉県出身。

## 人物・経歴
1974年、宇都宮大学農学部農業開発工学科卒業、大豊建設入社。2010年取締役常務執行役員就任、2016年取締役執行役員副社長就任、2017年代表取締役兼執行役員社長就任。
東北支店長を9年務め、東日本大震災からの復旧・復興工事の陣頭指揮を執った。また、社長在任中に大豊建設は創立70周年を迎えた。